# Lucia av Tripoli

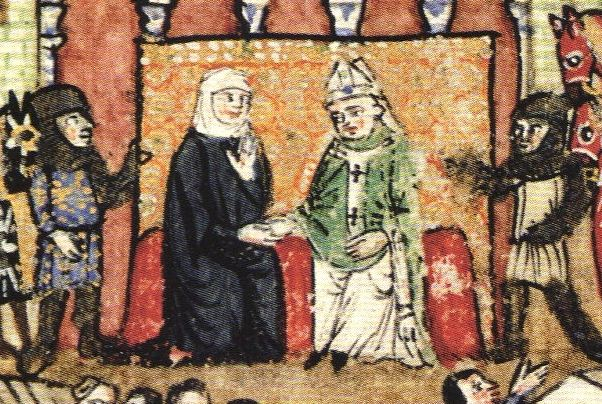
Lucia av Tripoli

Lucia av Tripoli, född okänt år, död cirka 1299, var en monark (grevinna) av korsfararstaten Tripolis 1287-1289 och titulärmonark (regerande furstinna) av Antiokia.
Hon var dotter till Bohemund VI av Antiokia och Sibylla av Armenien och syster till Bohemund VII av Antiokia. Lucia gifte sig 1275/1278 med Narjot de Toucy och bosatte sig i Auxerre. 
När hennes bror avled barnlös 1287 utnämnde hennes mor Bertrand of Gibelet till regent. Lucia reste då till Tripoli, som vid denna tidpunkt var det enda som återstod av korsfararstaten Antiokia, för att ta kontroll över staten. Hon lämnade kvar maken i Frankrike. Hon mötte opposition från både lokalbefolkningen och den genusesiska kolonin i staden, som försökte göra den till en genuesisk koloni. Lucia lyckades ta kontrollen genom att skapa en oväntad allians med genuesarna samtidigt som lokalbefolkningen hyllade henne som monark för att beskydda sig från just genuesarnas planer. 
På grund av hennes allians med Genua skapade Genuas rivaler Republiken Venedig och Republiken Pisa en allians med mamlukernas sultan Qalawun, som gick med på att anfalla staden. Lucia, som var medveten om att Tripoli inte kunde försvara sig självt, skapade förgäves en allians med mongolerna och begärde hjälp från Europa. 
Qalawun belägrade Tripoli under en månad och staden föll 26 april 1289. Det var den näst sista korsfararstaten i mellanöstern. Lucias död är okänd, men hon var fortfarande vid liv 1292, och dog troligen 1299. 